# Войводско плато
Войводското плато (или Сърта) е плато в Североизточна България, Източната Дунавска равнина, област Шумен. Името на платото идва от разположеното на югоизточния му склон село Войвода, Община Нови пазар.
Войводското плато се издига в средата на Източната Дунавска равнина, като на север и изток се спуска стръмно към долината на Крива река (ляв приток на Провадийска река), на юг – също със стръмни склонове към Плисковското поле, а на запад в района на село Иглика се свързва със Самуиловските височини. Дължината на платото от запад на изток е около 13 км, а ширината от север на юг – около 6 км. Максимална височина 480,6, разположена в южната част на платото, на 1,4 км североизточно от село Правенци.
Платото е изградено от аптски варовици, неокомски и баремски мергели. На север, североизток и изток към долината на Крива река се спускат дълбоки, в повечето случаи сухи дерета. Денивелацията над съседните земи е от 150 до 200 м.
Климатът е умерено-континентален със сравнително студена зима и топло лято. Северните и отчасти източните склонове и деретата са обрасли с дъбови и габърови гори, а южните и билните части са обезлесени.
По южното подножие на платото от запад на изток са разположени 5 села: Иглика, Живково, Правенци, Избул и Войвода.

## Топографска карта
- Лист от карта K-35-19. Мащаб: 1 : 100 000.